# Poker Face (레이디 가가의 노래)
〈Poker Face〉는 미국의 가수 레이디 가가의 데뷔 앨범 《The Fame》에 수록된 노래이다. 레드원이 프로듀서를 맡았으며, 2008년 말 몇몇 국가에서, 2009년 초 나머지 국가에서 앨범의 두 번째 싱글로 발매되었다. 〈Poker Face〉는 빠른 템포의 신스팝 장르 노래로, 이전 싱글 〈Just Dence〉와 같이 A♭ 마이너 키로 쓰였지만, 훨씬 어둡고 고른 음을 가졌다. 노래의 주요 아이디어는 양성애와 가가 자신의 로큰롤 남자친구들에게 바치는 찬사이다. 가사적인 부분에서는 육체적인 관계를 원하면서도 끝내 허락하지 않는 여자들에 대한 내용이다.
〈Poker Face〉는 로보틱한 후크와 코러스에 대한 찬사와 함께 대부분의 비평가들로부터 좋은 평을 받았다. 노래는 세계적인 성공을 거뒀는데, 미국, 영국, 오스트레일리아, 뉴질랜드, 캐나다, 이 외 많은 유럽 국가를 포함해 20개 국가에서 1위를 했다. 특히 2009년 영국 싱글 차트에서 가장 높은 다운로드 판매량을 기록했다. 〈Poker Face〉는 1,400만 건의 판매량을 기록하면서 역사상 가장 많이 팔린 싱글 중 하나가 되었다. 노래의 뮤직비디오에서 가가는 다양한 의상을 입고 노래를 부르며 별장에서 스트립 포커 게임을 하는 장면이 나온다.
가가는 투어 The Fame Ball Tour과 The Monster Ball Tour 뿐만 아니라 《아메리칸 아이돌》 시즌 8에서 〈Poker Face〉 공연을 펼쳤다. 공연은 일렉트로닉 버전과 피아노와 함께 부르는 어쿠스틱 버전으로 보여줬다. 가가는 이 노래로 제52회 그래미상에서 베스트 댄스 레코딩상을 수상했고, 올해의 노래와 올해의 레코드 부문 후보로 지명되었다.

## 배경

The Monster Ball Tour에서 키드 커디와 함께 피아노 버전의 〈Poker Face〉 공연을 하고 있는 가가. 뒤 화면은 자신의 팬들이 보내준 동영상이다.

〈Poker Face〉는 레드원과 레이디 가가가 작곡했는데, 총 프로듀서는 레드원이 맡았다. 가가는 한 매체와의 인터뷰에서 〈Poker Face〉는 직접 작곡한 팝 노래이자 "록앤롤 남자친구들"에게 받치는 찬사라고 말했다. 또한 노래의 주된 아이디어는 섹스와 도박이라고 말했다. 영국의 《데일리 스타》와의 인터뷰에서 "직접 도박을 하기도 하지만, 섹스, 도박, 술에 매우 관심이 많은 남자들과 사귀어봤다. 그래서 나는 그 남자친구들이 좋아할만한 노래를 만들고 싶었다"라고 노래에 대해 언급했다. 《롤링 스톤》과의 인터뷰에서는 "bluffin' with my muffin"이 무슨 뜻이냐는 질문에 대해 가가는 자신의 외음부를 비유한 것이라고 답했다.

"분명히 말하지만, 이 가사는 내 외음부의 포커페이스에 대한 것이에요! 발매되지 않은 'Blueberry Kisses'라는 노래에서 이 가사를 따왔죠. 'Blueberry Kisses'라는 노래는 한 여자가 자신의 남자친구에게 얼마나 커닐링구스를 하고싶냐고 묻는 내용이에요. 'Blueberry kisses, the muffin man misses them kisses'(가가가 직접 노래함) 이 부분에서 가사를 가져왔죠."

2009년 4월 11일 가가는 캘리포니아주 팜스프링스에서 열린 The Fame Ball Tour 중 관객들에게 〈Poker Face〉에 담긴 진짜 의미를 설명했다. 그 의미는 가가의 바이섹슈얼과 그렇게 살아간 경험에 대한 내용이라고 말했다. 노래에서 남성과 함께여도 다른 여성을 생각하는 여성의 마음을 이해하려면 남성은 그 여성의 포커페이스를 읽을 필요가 있다고 설명한다.

## 구성
〈Poker Face〉는 이전 싱글 〈Just Dance〉와 같이  신스팝 장르의 노래이다. 〈Just Dance〉는 일렉트로팝 요소가 뚜렷한 반면, 〈Poker Face〉는 후렴구와 후크 부분에서 알아듣기 쉬운 보컬과 함께 어두운 사운드로 이끌어 간다. 또한 〈Just Dance〉의 신디사이저 음과 〈LoveGame〉의 댄스 지향적인 비트가 합쳐졌다. 《빌보드》의 케리 맨슨은 구성에 대해 "다운타운 뉴욕이 아닌 어둡고 반항적인 언더그라운드와 FM 다이얼을 잃지 않은 채 플레더 앤 스쿼드를 전달한다"고 말했다.
소니/ATV 뮤직 퍼블리싱의 Musicnotes.com 중 음악 출판부에 따르면 〈Poker Face〉는 120 비트 퍼 미닛의 빠른 템포와 함께 4분의 4박자로 구성되어 있다고 한다. 또한 가단조 키로 만들어졌으며, 가가의 음역대는 G3에서 C5까지 측정되었다. 노래는 미디엄 템포의 기계음 도입부와 함께 "Mum-mum-mum-mah"하는 후크로 시작된다. 코드는 Am–F/A–G를 따르며, 후렴구 부분에서는 Am–F–C–G를 따른다. 파워 풀 한 인스트루먼트 비트, 후렴구에 따라 더듬거리는 후크로 제작된, 전형적인 댄스 음악의 형식을 따른다.
가사적인 부분에서 〈Poker Face〉는 성적 풍자에 대한 내용이 주를 이룬다. 《데일리 스타》에 따르면 후렴구는 두 개의 가사가 번갈아가면서 반복된다고 한다. "Can't read my Poker Face" 후크 이후 백보컬이 "He's got me like nobody"라고 말한 다음 "She's got me like nobody"라고 말한다. 가가는 인터뷰에서 이 부분에 대해 사랑과 육체적 사랑에 대한 혼란스러움이라는 숨은 뜻을 전달한다고 말했다. 하지만 앨범 북클릿 라이너 노트에서 위의 두 개 가사 중 "She's got me like nobody"만 써있다. BBC는 "Mum-mum-mum-mah" 후크는 보니 엠의 1977년 히트곡 〈Ma Baker〉를 참조해 사용했다고 말했다.

## 평가

The Monster Ball Tour에서 총으로 된 드레스를 입고 〈Poker Face〉 공연 중인 가가.

〈Poker Face〉가 발매되자 많은 평론가들은 좋은 평론을 내렸다. 《타임스》의 프리야 엘렌은 《The Fame》 리뷰에서 〈Poker Face〉는 앨범의 가장 멋진 순간 중 하나라고 말했다. BBC 뮤직은 "명성과 행운을 위한 가가의 강한 바람을 표현했다"고 리뷰 했다. About.com의 빌 램브는 "〈Poker Face〉는 팝 라디오에서는 잘 맞지만 약간의 믹싱을 바꾸면 어둡고 축축한 늦은 밤의 파티 분위기를 집에서도 똑같이 느낄 수 있을 것이다. 가가는 느리게 돌아가는 미국과 영국의 팝 세계에 활기를 찾아줬다. 〈Poker Face〉는 모두가 기다릴 가가의 다음 단계를 위한 모터로 남을 것이다"라고 리뷰했다. 《빌보드》의 크리스 윌리암스 역시 긍정적인 리뷰를 하며 "후크는 필요 이상 많고, 80년대에서 영감을 받은 신디사이저, 로보틱한 벌스, 후렴구에서 따스하고 산뜻한 후크는 이전 싱글 〈Just Dance〉보다 훨씬 더 중독성 있다...With a focused artistic vision, a swagger in her interview style and above all, a fantastic collection of diverse pop nuggets, Gaga is playing her cards right—and "Poker" is another obvious ace."
Slant Magazine music reviewer Sal Cinquemani included "Poker Face" among the songs that work in The Fame, namely tracks like "Starstruck," "Paper Gangsta" and "Summerboy". Matthew Chisling from Allmusic called the song "infectious" and along with the title track "The Fame", complimented them for "rejuvenating the vibe on the album for its second half." Andy Downing from The Chicago Tribune called the song "jaunty" while reviewing Gaga's Fame Ball tour. Evan Sawdey from PopMatters.com felt that "Poker Face" along with the track "Paparazzi", duplicate much of the same "glitzy territory that previous single 'Just Dance' had covered, but never once does it feel like Gaga is deliberately repeating herself." Rolling Stone in a review for The Fame Ball Tour compared the live acoustic "bluesy" version of "Poker Face" with the music of singer Amy Winehouse. Erika Hobert from the New Times Broward-Palm Beach newspaper called the song "trashtastic Europop." The song was nominated for Grammy Awards in the categories for Song of The Year, Record of The Year, and Best Dance Recording, ultimately winning the last of these. Rolling Stone ranked it number ninety-six on their list of 100 Best Songs of the 2000s decade. In October 2011, NME placed it at number 103 on its list "150 Best Tracks of the Past 15 Years".

## 포맷 및 트랙 리스트
| - 오스트레일리아 CD 싱글 1. "Poker Face" (Album Version) – 3:58 2. "Just Dance" (Robots to Mars Mix) – 4:37 - 독일 CD 싱글 1. "Poker Face" (Album Version) – 3:58 2. "Just Dance" (RedOne Remix featuring Kardinal Offishall) – 4:19 - 독일 CD 맥시 싱글 1. "Poker Face" (Album Version) – 3:57 2. "Poker Face" (Space Cowboy Remix) – 4:53 3. "Just Dance" (Robots to Mars Mix) – 4:37 4. "Poker Face" (video) – 3:39 - 프랑스 CD 싱글 1. "Poker Face" (Main Version) – 3:58 2. "Poker Face" (Glam As You Club Mix by Guéna LG) – 7:51 3. "Poker Face" (Dave Audé Remix) – 8:12 | - 미국 CD 싱글 – 리믹스 1. "Poker Face" (Space Cowboy Remix) – 4:25 2. "Poker Face" (Jody den Broeder Remix) – 8:07 3. "Poker Face" (Dave Audé Remix) – 8:12 4. "Poker Face" (Album Version) – 3:57 5. "Poker Face" (Instrumental) – 3:59 - 영국 CD 싱글 1. "Poker Face" – 3:58 2. "Poker Face" (Tommy Sparks & The Fury Remix) – 3:58 - 영국 7" 픽처스 싱글 A. "Poker Face" – 3:57 B. "Poker Face" (Space Cowboy Remix) – 4:53 - 아이튠즈 EP 1. "Poker Face" (Space Cowboy Remix) – 4:54 2. "Poker Face" (Dave Audé Club Remix) – 8:13 3. "Poker Face" (Jody den Broeder Club Remix) – 8:05 |

## 크레딧
《The Fame》의 라이너 노트를 참고한 것이다.
- 레이디 가가 – lead vocals, backing vocals
- Gene Grimaldi – mastering
- Robert Orton – mixing
- 레드원 – backing vocals, engineering, instrumentation, production, programming
- Dave Russell – engineering

## 차트
| 차트 (2008–09)              | 최고 순위 |
| --------------------------- | --------- |
| 오스트레일리안 싱글 차트    | 1         |
| 오스트리아 싱글 차트        | 1         |
| 벨기에 싱글 차트 (플랑드르) | 1         |
| 벨기에 싱글 차트 (왈로니아) | 1         |
| 캐나디안 핫 100             | 1         |
| 체코 에어 플레이 차트       | 2         |
| 덴마크 싱글 차트            | 1         |
| 네덜란드 탑 40              | 1         |
| 유러피안 핫 100             | 1         |
| 핀란드 싱글 차트            | 1         |
| 프랑스 싱글 차트            | 1         |
| 독일 싱글 차트              | 1         |
| 헝가리 에어플레이 차트      | 2         |
| 아일랜드 싱글 차트          | 1         |
| 이탈리안 싱글 차트          | 2         |
| 재팬 핫 100                 | 2         |
| 뉴질랜드 싱글 차트          | 1         |
| 노르웨이 싱글 차트          | 1         |
| 루마니아 싱글 차트          | 1         |
| 슬로바키아 싱글 차트        | 1         |
| 스페인 싱글 차트            | 2         |
| 스웨덴 싱글 차트            | 1         |
| 스위스 싱글 차트            | 1         |
| 영국 싱글 차트              | 1         |
| 미국 빌보드 핫 100          | 1         |
| 미국 핫 댄스 클럽 플레이 송 | 1         |
| 미국 핫 알앤비/힙-합 송     | 75        |
| 미국 팝 100                 | 1         |

| 차트 (2008)                     | 최고순위  |
| ------------------------------- | --------- |
| 오스트레일리아 싱글 차트        | 14        |
| 뉴질랜드 싱글 차트              | 6         |
| 루마니아 탑 100                 | 9         |
| 차트 (2009)                     | 최고 기록 |
| 오스트레일리안 싱글 차트 (2009) | 11        |
| 오스트리안 싱글 차트            | 1         |
| 벨기에 싱글 차트 (플로니아)     | 1         |
| 벨기에 싱글 차트 (왈로니아)     | 1         |
| 캐나디안 핫 100                 | 2         |
| 덴마크 싱글 차트                | 2         |
| 네덜란드 탑 40                  | 15        |
| 유러피안 핫 100 싱글 (2009)     | 1         |
| 프랑스 싱글 차트                | 4         |
| 독일 싱글 차트                  | 1         |
| 헝가리 에어플레이 차트          | 9         |
| 아일랜드 싱글 차트              | 3         |
| 뉴질랜드 싱글 차트              | 3         |
| 루마니안 탑 100                 | 9         |
| 스페인 싱글 차트                | 13        |
| 스웨덴 싱글 차트                | 4         |
| 스위스 싱글 차트                | 1         |
| 영국 싱글 차트                  | 1         |
| 미국 빌보드 핫 100              | 2         |
| 차트 (2010)                     | 순위      |
| 대한민국 가온 디지털 종합차트   | 13        |
| 유러피안 핫 100 싱글            | 92        |
| 이탈리아 싱글 차트              | 95        |
| 일본 연말 탑 100                | 62        |
| 영국 싱글 차트                  | 151       |

| 10년간 차트 (2000–09)    | 순위 |
| ------------------------ | ---- |
| 오스트레일리안 싱글 차트 | 4    |
| 영국 싱글 차트           | 15   |
| 미국 빌보드 핫 100       | 42   |

## 인증 및 판매량
| 국가                                                  | 인증        | 판매량/출하량 |
| ----------------------------------------------------- | ----------- | ------------- |
| 오스트레일리아 (ARIA)                                 | 6× 플래티넘 | 420,000^      |
| 오스트리아 (IFPI 오스트리아)                          | 플래티넘    | 30,000*       |
| 벨기에 (BEA)                                          | 플래티넘    | 35,000*       |
| 캐나다 (뮤직 캐나다)                                  | 8× 플래티넘 | 320,000*      |
| 덴마크 (IFPI Danmark)                                 | 2× 플래티넘 | 0^            |
| 프랑스 (SNEP)                                         | None        | 250,040       |
| 핀란드 (Musiikkituottajat)                            | 플래티넘    | 14,227        |
| 독일 (BVMI)                                           | 2× 플래티넘 | 600,000^      |
| 이탈리아 (FIMI)                                       | 2× 플래티넘 | 60,000*       |
| 일본 (RIAJ) 풀 벨소리                                 | 플래티넘    | 250,000^      |
| 일본 (RIAJ) PC 다운로드                               | 플래티넘    | 250,000*      |
| 뉴질랜드 (RMNZ)                                       | 2× 플래티넘 | 30,000*       |
| 노르웨이 (IFPI 노르웨이)                              | 3× 플래티넘 | 30,000*       |
| 스페인 (PROMUSICAE)                                   | 2× 플래티넘 | 50,000^       |
| 스웨덴 (GLF)                                          | 2× 플래티넘 | 80,000^       |
| 스위스 (IFPI 스위스)                                  | 3× 플래티넘 | 90,000^       |
| 영국 (BPI)                                            | 플래티넘    | 1,120,000^    |
| 미국 (RIAA)                                           | 9× 플래티넘 | 7,210,000     |
| *판매량을 기반으로 한 인증 ^출하량을 기반으로 한 인증 |             |               |

 Since May 9, 2013, RIAA certifications for digital singles include on-demand audio and/or video song streams in addition to downloads, resulting in the 9× Platinum certification for the track.

## 발매일
| 국가           | 날짜             | 포맷               |
| -------------- | ---------------- | ------------------ |
| 오스트레일리아 | 2008년 9월 28일  | 디지털 다운로드    |
| 오스트레일리아 | 2008년 10월 25일 | CD 싱글            |
| 영국           | 2008년 12월 16일 | 디지털 EP – 리믹스 |
| 프랑스         | 2008년 12월 22일 | 디지털 다운로드    |
| 프랑스         | 2009년 1월 23일  | 디지털 EP          |
| 프랑스         | 2009년 1월 26일  | CD 싱글            |
| 미국           | 2009년 1월 27일  | 메인스트림 라디오  |
| 독일           | 2009년 2월 20일  | CD 싱글 디지털 EP  |
| 독일           | 2009년 2월 24일  | CD 맥시 싱글       |
| 미국           | 2009년 3월 10일  | CD 싱글 – 리믹스   |
| 영국           | 2009년 4월 9일   | 디지털 EP          |
| 영국           | 2009년 4월 13일  | CD 싱글 7" 싱글    |
| 독일           | 2009년 6월 3일   | 디지털 EP - 리믹스 |

## 같이 보기
- 2009년 빌보드 핫 100 차트 1위 목록